# Marek Perkowski
Marek Andrzej Perkowski (ur. 6 października 1946  w Warszawie) – polski naukowiec mieszkający i pracujący w Stanach Zjednoczonych, profesor Portland State University, specjalista w zakresie informatyki, automatyki projektowania, logiki wielowartościowej, syntezy logicznej i programowania inteligentnych robotów humanoidalnych.

## Życiorys
Absolwent VI Liceum Ogólnokształcącego im. Tadeusza Reytana w Warszawie (1964) i studiów wyższych na Politechnice Warszawskiej (1970, dyplom magistra inżyniera ze specjalnością automatyka). W latach 1969–1973 studiował matematykę na Wydziale Matematyki Uniwersytetu Warszawskiego. W latach 1973–1981 pracownik naukowy Politechniki Warszawskiej, w 1980 uzyskał stopień naukowy doktora nauk technicznych z zakresu automatyki nadany przez Wydział Elektroniki Politechniki Warszawskiej.
W 1981 wyjechał z Polski do Stanów Zjednoczonych. W latach 1981–1983 ‏pracował w University of Minnesota w Minneapolis, a od 1983 w Portland State University, gdzie w 1994 uzyskał stanowisko profesora Wydziału Inżynierii Elektrycznej (ang. Department of Electrical Engineering), a następnie profesora Maseeh College of Engineering & Computer Science. W latach 2002–2004 wykładał w Korea Advanced Institute of Science and Technology (KAIST) w Daejeon w Korei Południowej. Współautor książek Teoria automatów (1973) i Teoria układów logicznych: zagadnienia wybrane (1977).
Członek Instytutu Inżynierów Elektryków i Elektroników (IEEE), Association for Computing Machinery (ACM), American Society for Engineering Education (ASEE), Special Interest Group on Design Automation (SIGDA), Związku Narodowego Polskiego w Stanach Zjednoczonych (PNA) oraz Polish Librarian Association w Portland. W 2024 serwis ResearchGate wymieniał ok. 340 jego publikacji naukowych, a baza danych Scopus 265 publikacji (wskaźnik Hirscha równy 31).

## Rodzina
Syn Adama i Hanny z d. Zielińskiej, zawarł związek małżeńki z Ewą Kają Wilkowską, z którą miał syna Mateusza.